# Fusion militaro-civile
La fusion militaro-civile (chinois : 军民融合 ; pinyin : Jūnmín rónghé, FMC) ou fusion civilo-militaire est une stratégie et une politique du Parti communiste chinois (PCC) avec l'objectif déclaré de développer l'Armée populaire de libération (APL) en une armée de classe mondiale. La fusion militaro-civile est une priorité pour l'administration Xi Jinping et est coordonnée par le Comité central de développement de la fusion militaro-civile du Comité central du Parti communiste chinois,.

## Histoire

### Débuts
Les fondements institutionnels du développement et de la recherche en matière d'armement de l'APL s'inspirent de l'Union soviétique, où les usines et entreprises d'État développent et fabriquent des équipements selon une approche hiérarchique. Parmi les autres faiblesses majeures figurent le monopole détenu par les entreprises d'État dans le secteur de la défense, l'inefficacité bureaucratique, la corruption, le manque d'innovation et des procédures de tarification et de passation de marchés obsolètes.
Les entreprises publiques de défense chinoises privilégient la préservation de leur monopole, sanctionné par l'État, exploitant ainsi leur position privilégiée grâce à l'obstruction de la concurrence avec les entreprises privées. En 2010, des chercheurs chinois estimaient que moins de 1 % des entreprises technologiques chinoises exerçaient des activités liées à la défense.

### Mise en place
L'expression « fusion militaro-civile » est apparue à la fin des années 1990. Hu Jintao, alors vice-président de la Commission militaire centrale du PCC, l'utilise pour décrire la coordination entre les secteurs civil et militaire. Le concept de « fusion militaro-civile » remonte à Mao Zedong et à la fondation de la République populaire de Chine (RPC). Les analystes de la défense ont noté que les efforts de fusion militaro-civile menés par l'actuel secrétaire général du PCC, Xi Jinping, sont plus ambitieux que ceux de ses prédécesseurs,.
La fusion militaro-civile a été utilisée pour la première fois dans les années 1980, principalement pour convertir des usines militaires en production civile, dans le contexte de la réforme économique, qui n'a pas réussi à introduire des technologies commerciales innovantes dans le secteur militaire. L'APL a acquis des produits de défense par l'intermédiaire d'entreprises d'État, tandis que les entreprises privées n'y ont apporté qu'une contribution et une implication limitées. La corruption et les pots-de-vin ont également contribué à la préférence continue pour les entreprises d'État, même lorsque d'autres options existaient. Certains domaines de développement du complexe militaro-industriel chinois ont bénéficié de l’intégration militaro-civile, notamment dans les secteurs de la construction navale, des technologies de l’information et de l’industrie aérospatiale.
Les analystes Elsa B. Kania et Lorand Laskai ont souligné que l'initiative de Xi Jinping pourrait conduire à une avancée majeure en termes d'efficacité et d'innovation. Cependant, elle témoigne d'une tentative de la Chine de combler ses lacunes en matière d'approvisionnement militaire et de recherche et développement (R&D) plutôt que d'un signe de force. Richard A. Bitzinger estime que la mise en œuvre réussie du MCF nécessiterait des efforts et des ressources considérables, compte tenu des obstacles juridiques, réglementaires et culturels actuels au sein du gouvernement chinois. L'analyste Christian Brose soutient que les capacités militaires chinoises se sont considérablement améliorées dans les années 2010 grâce au succès relatif de la fusion des secteurs de la défense et du civil pour le développement et la production militaires.
Emily Weinstein a souligné que le gouvernement chinois a étudié le cadre militaro-civil américain, et que des études ont examiné les succès et les inconvénients de sa mise en œuvre aux États-Unis, notamment celles de l'Unité d'innovation de la défense du Pentagone et de l'Agence des projets de recherche avancée de la défense (DARPA). La Chine a reconnu la supériorité technologique acquise par les États-Unis grâce à la collaboration entre les institutions gouvernementales américaines et les grandes entreprises technologiques américaines, comme SpaceX, Amazon, Microsoft et Google. La Chine a tenté de reproduire et de modifier ce cadre en fonction de ses besoins nationaux. Cependant, le gouvernement chinois peut exiger des informations et de l'aide d'entreprises plus intransigeantes que les États-Unis.

## Politiques
Le FMC promeut l'utilisation de technologies à double usage et le transfert de technologies bidirectionnel, permettant aux entreprises de défense, aux universités et aux instituts de recherche de collaborer et de partager des technologies entre les secteurs militaire et civil. L'expression « intégration civilo-militaire » (ICM) a été progressivement remplacée par celle de « fusion militaro-civile » sous l'administration Xi Jinping, laissant peut-être entendre que cette dernière a renforcé la coordination des relations civilo-militaires ou permis une attention plus équilibrée entre les développements militaires et civils.
Le FMC influence les décisions d'investissement, le recrutement de talents et la recherche et développement (R&D) dans de nombreux domaines. En janvier 2017, Xi Jinping a créé le Comité central pour le développement de la fusion militaro-civile (CMCFDC), chargé de la planification et de la mise en œuvre du MCF en Chine.
En 2021, la Chine a mis en œuvre un plan quinquennal visant à définir les orientations générales des politiques et des objectifs de développement national jusqu'en 2025. Ce document appelle à une coordination accrue dans le développement des technologies critiques et émergentes, conformément à l'objectif de fusion militaro-civile.
En 2021, Janes Information Services a indiqué que l'un des objectifs de la fusion militaro-civile est d'alléger la charge administrative et les obstacles pesant sur les entreprises de défense privées, et de stimuler la concurrence et l'innovation dans l'industrie de la défense chinoise.